# Luís Carlos Correia Pinto
Luís Carlos Correia Pinto, noto come Luisinho (Porto, 5 maggio 1985), è un ex calciatore portoghese, di ruolo difensore.

## Carriera
Ha giocato nella prima divisione portoghese ed in quella spagnola.

## Palmarès

### Club

#### Competizioni nazionali
- Segunda División: 1

Huesca: 2019-2020